# Camera lui Ames
Camera lui Ames este o cameră special distorsionată astfel încât să creeze o iluzie optică. Aceasta a fost inventată de către oftalmologul american Adelbert Ames Jr. în 1934, probabil sub influența publicațiilor lui Hermann von Helmholtz.
Camera lui Ames este astfel construită încât să pară ca fiind o simplă cameră cubică în momentul în care este privită din partea frontală. Astfel privită, ea pare să aibă un perete în fundal, doi pereți laterali paraleli care sunt perpendiculari pe tavanul și pe podeaua orizontală. Totuși, aceasta este un truc de perspectivă, iar forma adevărată a camerei este trapezoidală: pereții sunt înclinați iar tavanul și podeaua au forma unor pante înclinate, iar colțul drept este mai apropiat de observator decât colțul stâng (sau viceversa).
Ca rezultat al iluziei optice, o persoană care stă într-unul din colțuri pare a fi gigantică pentru observator, în timp ce o persoană care stă în celălalt colț pare a fi pitică. Iluzia este atât de convingătoare încât o persoană, dacă se mișcă dinspre un colț spre celălalt, pare că se micșorează sau că crește. 
Studiile au arătat că iluzia poate fi creată și fără folosirea pereților și a tavanului; este suficient să se creeze un orizont aparent (care în realitate nu este orizontal) în fața unui fundal apropiat, iar ochii se vor baza pe înălțimea relativă aparentă a unui obiect aflat deasupra orizontului.